# 長野県企業局
長野県企業局（ながのけんきぎょうきょく）は、長野県の地方公営企業である。水道事業、電気事業（卸供給事業者、旧みなし卸電気事業者）を行っている。

## 概要
長野県の地方公営企業としては、1961年（昭和36年）4月1日に発足した。企業局発足以前に開始した公営の電気事業が起源となる。発足後は、電気事業のほかに有料道路などの公営事業を行ってきた。事業移管や公営事業の民営化などを経て、現在は電気事業と水道事業を行う公営企業である。

## 電気事業
1958年に開始した事業で、現在3つの直轄ダムと16か所の水力発電所を保有しており、県内の全世帯数の約12.7%（供給世帯数約104,000戸）を賄える電気を作っている。発電した電力は中部電力・丸紅新電力・東京都世田谷区の市民電力会社であるみんな電力の3社で作るコンソーシアムを通じて、「信州Greenでんき」プロジェクトとして、企業や一般家庭、大都市の保育園等に供給している。

### 発電所・ダム
数字はいずれも最大出力数（認可出力数、kW）。
天竜川水系（三峰川）
- 美和発電所 12,200kW（美和ダム、国土交通省管轄）
- 春近発電所 23,600kW（高遠ダム、直轄）
- 高遠さくら発電所 199kW - 高遠ダムの河川維持放流水を有効活用する小水力発電所。

天竜川水系（その他）
- 西天竜発電所（改修中） 3,200kW - この発電所は廃止予定だったが、改修して存続させることになった[4]。2021年度運転開始。
- 与田切発電所 6,300kW
- 横川蛇石発電所 199kW（横川ダム、長野県建設部管轄） - 横川ダムの放流水を有効活用する小水力発電所。
- 信州もみじ湖発電所 199kW（箕輪ダム、長野県建設部管轄） - 箕輪ダムの放流水を有効活用する小水力発電所。2021年運転開始。
- くだものの里まつかわ発電所 380kW（片桐ダム、長野県建設部管轄） - 片桐ダムの放流水を有効活用する小水力発電所。2021年運転開始。

天竜川水系（小渋川）
- 四徳発電所 1,800kW
- 小渋第一発電所 3,000kW（小渋ダム、国土交通省管轄）
- 小渋第二発電所 7,000kW（同上）
- 小渋えんまん発電所 199kW - 小渋第二発電所の冷却水の落差を有効活用する小水力発電所。2021年運転開始。
- 小渋第三発電所 550kW（同上）
- 大鹿発電所 10,000kW
- 大鹿第二発電所 5,000kW

木曽川本流
- 奥木曽発電所 5,050kW（味噌川ダム、国土交通省管轄）

千曲川水系（神川）
- 菅平発電所 5,400kW（菅平ダム、直轄）

犀川水系（裾花川）
- 裾花発電所 14,600kW（裾花ダム、長野県建設部管轄）
- 奥裾花発電所（愛称：きなさ発電所） 1,700kW（奥裾花ダム、長野県建設部管轄）
- 奥裾花第２発電所（愛称：水芭蕉発電所） 999kW - 奥裾花ダムの融雪水を有効活用する小水力発電所。
- 湯の瀬ダム - 直轄ダム

### 水素ステーション
- 川中島水素ステーション - 企業局の電気と川中島の地下水を用いた実証モデル事業[5]

## 水道事業
企業局の水道事業は、長野地域での上水道事業と松本地域での水道用水事業があり、各地域に水道水が供給されている。

### 上水道事業
- 供給着手：1963年（昭和38年）4月1日
- 供給対象地域：長野市（篠ノ井・川中島・更北地区全域、信更地区の一部）、千曲市（桑原・八幡地区を除く）、上田市（塩田・川西地区の一部）、埴科郡坂城町
- 取水水源地：千曲川、地下水（長野市内2か所）

### 水道用水事業
- 供給着手：1963年（昭和38年）4月1日
- 供給対象地域：松本市、塩尻市、東筑摩郡山形村
- 取水水源地：奈良井ダム（奈良井川、企業局直轄）

## 過去の事業

### ガス事業
1963年に都市ガス事業を開始したが、2004年11月1日に東京ガスなどと共同出資し、長野都市ガスを設立。2005年4月1日に都市ガス事業を同社へ譲渡した。

### 住宅事業
発足時からの事業で、長野県営住宅の供給事業を行ったが、1969年（昭和44年）6月1日付で長野県住宅部へ事業を継承した。

### 用地開発事業
発足時からの事業で、若槻団地をはじめとする団地の開発を312か所で行ったが、1981年（昭和56年）11月1日付で長野県住宅部および長野県住宅供給公社へ事業を継承した。

### 有料道路事業
1963年から有料道路の整備事業を6路線で行ってきたが、企業局が整備した道路（大町有料道路など）は長野県道路公社や長野市へ道路管理を移管した。

### 観光施設事業
保健休養地の整備やホテル運営などを行ってきたが、整備関係の市町村へ事業を譲渡したことにより、2008年（平成20年）3月で事業が終了した。